# Borysów (wieś)
Borysów – wieś w Polsce położona w województwie lubelskim, w powiecie puławskim, w gminie Żyrzyn.
| SIMC    | Nazwa           | Rodzaj    |
| ------- | --------------- | --------- |
| 1023990 | Borysów-Kolonia | część wsi |

Wieś szlachecka położona była w drugiej połowie XVI wieku w powiecie lubelskim województwa lubelskiego. W latach 1975–1998 miejscowość należała administracyjnie do ówczesnego województwa lubelskiego.
Wieś stanowi sołectwo gminy Żyrzyn. Według Narodowego Spisu Powszechnego z roku 2011 wieś liczyła 398 mieszkańców.

## Historia
Wieś z rodowodem sięgającym wieku XIV, bowiem już w 1419 występuje w dokumentach źródłowych jako „Borzischow”. W tymże roku 1419 biskup Wojciech Jastrzębiec potwierdza kościołowi w Gołębiu pobieranie dziesięcin snopowych między innymi od kmieci w Borzechowie.
Osadnictwo w tych okolicach ma znacznie dłuższą historię o której świadczy cmentarzysko pochodzące z okresu pomiędzy wczesnym brązem a okresem wczesnego średniowiecza znajdujące się w lesie od zachodniej strony miejscowości. Cmentarzysko składa się z 12 kopców ziemnych. Cmentarzysko jest uznanym zabytkiem archeologicznym, nie oznaczonym w terenie.
W połowie XV wieku wieś była własnością szlachecką położoną w ówczesnym powiecie lubelskim, parafii Wola Konińska (Długosz L.B. t.II s.572). W roku 1428 dziedzicem był Piotr z Niegorzowa. W latach 1471–1533 wieś w kluczu żyrzyńskim. W wieku XVII wieś po części w rękach Jezuitów z kolegium krakowskiego, cztery części zaś są w posiadaniu Żyrzyńskich.
Urodził się tu Marian Sikora – polski żołnierz, uczestnik kampanii wrześniowej (obrona Lwowa), żołnierz ruchu oporu od 1940, porucznik Armii Krajowej.

## Katastrofa lotnicza
W dniu 17 lutego 1988 o godz. 18:24 w pobliżu miejscowości Borysów miała miejsce katastrofa podchodzącego do lądowania wojskowego samolotu TS-11 Iskra. W katastrofie zginął pilot.

## Ciekawostki
Ostatnie zabudowania miejscowości należące do Nadleśnictwa Puławy formalnie znajdują się w obrębie miejscowości Cezaryn, pomimo iż ich adres pocztowy to Borysów.